# 덴마크의 알렉산드라
알렉산드라 카롤리나 마리 샤를로테 루이세 율리아(덴마크어: Alexandra Carolina Marie Charlotte Louise Julia, 1844년 12월 1일 - 1925년 11월 20일)는 영국의 군주인 에드워드 7세의 왕비이자 인도의 황후이다. 애칭은 알릭스(Alix)이다. 1863년, 18세의 나이에 빅토리아 여왕의 장남인 웨일스 공 앨버트 에드워드(Albert Edward, Prince of Wales)와 결혼하여 웨일즈 공작 부인(Princess of Wales)이 되었고, 여왕 사후 1901년 에드워드 왕세자가 에드워드 7세로 즉위하자 왕비가 되었다. 상당한 미모로 이름났으나 부부 사이는 그리 좋지 못했던 것으로 알려져 있다.
덴마크의 다우마와 똑같이 생겼으며 외모가 아들에게 유전되어 아들 조지 5세가 덴마크의 다우마의 아들인 니콜라이 2세와 똑같이 생겼다.

## 생애

### 유년기
1844년 덴마크의 수도 코펜하겐에서 출생하였다. 아버지는 덴마크 왕인 슐레스비히홀슈타인존더부르크글뤽스부르크(Schleswig-Holstein-Sonderburg-Glücksburg)의 크리스티안 9세, 어머니는 헤센카셀의 루이세이다.사실 알렉산드라는 빅토리아 여왕과 부군 앨버트 공이 이상적으로 생각하는 며느리 감은 아니었다. 슐레스비히홀슈타인 지방의 문제 탓에 당시 덴마크를 비롯한 데인(Dane) 지방과 프로이센(Preußen)의 관계는 좋은 편이 아니었는데, 그 때 프로이센의 왕세자빈이 바로 두 부부의 장녀인 프린세스 로열 빅토리아였기 때문이었다. 그러나 빅토리아 여왕은 그의 셋째 숙모 케임브리지 공작부인 (공작 부인은 알렉산드라의 외왕고모)의 끊임없는 추천으로 결국 16세의 알렉산드라를 "유일한 선택"으로 인정하고 받아들였고, 1863년 윈저 성에서 18세가 된 그녀와 장남 앨버트 에드워드 왕자를 결혼시켰다.

### 결혼 생활
호색가였던 에드워드 7세는 신혼 초기에는 아름다운 아내에게 반해 그녀와 깊은 사랑에 빠졌으나, 얼마 못 가 소원해졌다. 패션 리더에 지적이고 사교생활을 즐겼던 에드워드 7세와 달리 알렉산드라는 단순한 성격에 가족이나 아주 친한 친구들과만 어울리는 것을 더 좋아했고, 20대부터 조금씩 귀가 먹기 시작해 사교계와 어울리지 못하는 것은 물론이고 남편과의 소통도 원활하지 못했다.그녀의 이러한 정신적, 신체적 특성은 재치 있는 여성을 좋아하는 남편과 관계가 틀어지는 데 상당한 영향을 끼쳤고, 에드워드 7세의 무관심과 끊임없는 바람기 또한 이 같은 불화에 지대한 역할을 했다. 막내아들인 존 왕자가 태어날 즈음의 결혼 생활은 거의 파탄이 난 상태였다. 그러나 그 와중에서도 그녀는 3남 3녀를 낳아 후계자의 탄생이라는 의무를 완수했다.
에드워드 7세와의 관계가 소원해지고 사교계로부터도 외면받는 가운데 알렉산드라가 가장 의지한 것은 자녀들이었다. 지나친 과잉보호로 인한 왕자 공주들의 버릇없는 행동과 무지는 빅토리아 여왕마저 깜짝 놀랄 만큼 심할 정도였으나 그녀가 이런 우려에 귀 기울여 자녀들의 훈육 방식을 바꾸었다는 증거는 없다. 특히 딸들에게 깊이 의존하고 있던 알렉산드라는 두 딸인 루이제와 모드가 뒤늦게 어머니에게서 벗어나 결혼을 감행하자 몹시 화를 내며 슬퍼했다고 한다. 결국 보다 순종적인 딸인 빅토리아만이 결혼하지 않고 끝까지 알렉산드라의 곁에 남아 있는 딸이 되었다. 그러나 다정한 시어머니는 아니었던 알렉산드라는 유일한 며느리였던 테크의 메리에게는 몹시 엄했다.

### 말년
미모에 강한 자부심을 가지고 있었던 알렉산드라는 나이가 들면서 외모가 퇴색되는 것을 대단히 유감스러워하여 에드워드 7세가 죽은 뒤에는 공식 장소에서조차 미망인이라는 핑계로 두껍고 검은 베일을 써 얼굴을 가리는 경우가 많았고, 여동생이자 러시아 황후인 다우마(러시아식 이름은 마리아 표도로브나)와 외부 인사들과 거의 접촉하지 않은 채 조용히 말년을 보냈다. 노년기에 알렉산드라는 귀가 완전히 먹어 정상적인 의사 소통이 불가능했고 노인성 치매로 고통받고 있었으나 며느리인 테크의 메리가 간질병으로 고통받던 14세의 막내아들 존 왕자를 잃고 슬픔에 빠지자 역시 같은 이름으로 48년 전 태어난 지 하루 만에 사망한 자신의 막내아들 존을 기억해내고 슬픔을 공유하여 주변을 놀라게 하기도 했다고 한다.

## 자녀
| -    | 사진 | 이름                                                                                | 출생             | 사망             | 기타                                                            |
| ---- | ---- | ----------------------------------------------------------------------------------- | ---------------- | ---------------- | --------------------------------------------------------------- |
| 장남 |      | 클래런스와 에이번데일 공작 앨버트 빅터 Albert Victor, Duke of Clarence and Avondale | 1864년 1월 8일   | 1892년 1월 14일  | - 테크의 메리와 약혼하였으나 결혼 전 사망                       |
| 차남 |      | 조지 5세 King George V                                                              | 1865년 6월 3일   | 1936년 1월 20일  | - 테크의 메리와 결혼 - 엘리자베스 2세의 할아버지 - 슬하 5남 1녀 |
| 장녀 |      | 프린세스 로열 루이즈 Louise, Princess Royal                                         | 1867년 2월 20일  | 1931년 1월 4일   | - 제1대 파이프 공작 알렉산더 더프와 결혼 - 슬하 1남 2녀         |
| 차녀 |      | 빅토리아 공주 Princess Victoria                                                     | 1868년 7월 6일   | 1935년 12월 3일  | - 미혼                                                          |
| 3녀  |      | 웨일스 공녀 모드 Maud of Wales Maud av Noreg                                        | 1869년 11월 26일 | 1938년 11월 20일 | - 노르웨이의 호콘 7세와 결혼 - 노르웨이의 왕비 - 슬하 1남       |
| 3남  |      | 알렉산더 존 왕자 Alexander John                                                     | 1871년 4월 6일   | 1871년 4월 7일   | - 요절                                                          |